# サン・ジュリア・デ・ロリア教区
サン・ジュリアー・デ・ロリア（カタルーニャ語：Sant Julià de Lòria）教区は、アンドラ公国の教区の1つで、スペインと国境を接し、最も南に位置する。スペイン語風にサン・フリア・デ・ロリアと表記されることもあるが、スペイン語による表記はSan Julián de Loria（サン・フリアン・デ・ロリア）である。中心都市はサン・ジュリアー・デ・ロリア。

## 地理
教区面積は61km2。人口は9207人（2005年）。

## スポーツ
- アンドラン・プリメーラ・ディビシオのUEサン・ジュリアやFCサンタ・コロマやUEサンタ・コロマが本拠地を置く。

## 教育
サン・ジュリア・デ・ロリアにアンドラ大学がある。

## 主な町
- サン・ジュリア・デ・ロリア